# Anzia isidiolenta
Anzia isidiolenta är en lavart som beskrevs av Diederich & Sipman. Anzia isidiolenta ingår i släktet Anzia och familjen Parmeliaceae.   Inga underarter finns listade i Catalogue of Life.